# سكوربيوس
سكوربيوس (بالإنجليزية: Skorpios)‏ جزيرة يونانية في البحر الأيوني، كانت مملوكة للملياردير أرسطو أوناسيس، ويوجد بها قبره إلى جوار قبر ابنه الكسندر.

## أعلام
- ألكسندر أوناسيس